# Чолі Єші Нгодуб
Чолі Єші Нгодуб (1851–1917) — останній Друк Десі (світський правитель) Бутанської держави у 1903–1907 роках під британським протекторатом. Після приходу до влади династії Вангчук та встановлення монархії 1907 року він відійшов від управління державою, а титул Друк Десі було скасовано.